# St Dennis (Cornovaglia)
St Dennis (Tredhinas in lingua cornica) è un villaggio e parrocchia civile dell'Inghilterra, appartenente alla contea della Cornovaglia.